# Regionales Schutzgebiet Bosques El Chaupe, Cunía y Chinchiquilla
Das Regionale Schutzgebiet Bosques El Chaupe, Cunía y Chinchiquilla (span. Área de Conservación Regional Bosques El Chaupe, Cunía y Chinchiquilla) befindet sich in der Region Cajamarca in Nord-Peru. Das Schutzgebiet wurde am 1. Oktober 2019 durch das Dekret Decreto Supremo N° 008-2019-MINAM eingerichtet. Die Regionalregierung von Cajamarca ist die für das Schutzgebiet zuständige Behörde. Die staatliche Naturschutz-Agentur Servicio Nacional de Areas Naturales Protegidas por el Estado (SERNANP) hat eine beratende Funktion. Das Schutzgebiet besitzt eine Größe von 218,69 km². Es befindet sich in der Ökoregion Bosques Montanos de la Cordillera Real Oriental und dient der Erhaltung der tropischen Bergwälder in einem Gebiet zentral in der Provinz San Ignacio und damit einem Ökosystem bedrohter Pflanzen- und Tierarten. Es wird in der IUCN-Kategorie VI als ein Schutzgebiet geführt, dessen Management der nachhaltigen Nutzung natürlicher Ökosysteme und Lebensräume dient.

## Lage
Das Schutzgebiet besteht aus zwei Arealen, die durch einen 1,5 km breiten Korridor nordwestlich von Nuevo Paraiso El Chaupe voneinander getrennt sind. Es ist Teil eines Verbundes von Schutzgebieten. Der nördliche Gebietsteil grenzt im Westen an das Santuario Nacional Tabaconas Namballe. Das Schutzgebiet liegt in den Distrikten Chirinos, La Coipa, Namballe, San Ignacio und Tabaconas. Im südlichen Teil erreicht das Gebiet Höhen von 2700 m, im nördlichen Teil im äußersten Nordwesten eine maximale Höhe von 3600 m.

## Ökologie
Im Schutzgebiet wurden 20 Säugetierarten, 16 Reptilienarten, 22 Amphibienarten, 181 Vogelarten sowie 119 Pflanzenarten gezählt, darunter die endemische Amphibienart Pristimantis percnopterus aus der Familie der Craugastoridae, der Bartguan (Penelope barbata) und der Guayaquilsittich (Psittacara erythrogenys). Zu den Säugetierarten in dem Gebiet gehört der Bergtapir (Tapirus pinchaque), der Gelbschwanz-Wollaffe (Oreonax flavicauda) und der Brillenbär (Tremarctos ornatus).